# Affricata alveolare sorda
L'affricata alveolare sorda è una consonante presente in molte lingue, che nell'alfabeto fonetico internazionale è rappresentata col simbolo [t͡s] (o eventualmente [ʦ]).
Nell'ortografia dell'italiano tale fono è rappresentato con la lettera Z.

## Caratteristiche
La consonante affricata alveolare sorda presenta le seguenti caratteristiche:
- il suo modo di articolazione è affricato, perché si articola come la sequenza di una fase occlusiva e di una fase fricativa;
- il suo luogo di articolazione è alveolare, perché per produrre tale suono la punta della lingua si accosta agli alveoli dei denti incisivi superiori;
- è una consonante sorda, in quanto prodotta senza l'ausilio delle corde vocali.

Nella fonologia generativa tale fonema è formato dalla sequenza dei tratti: +consonantico, -nasale, -compatto, -grave, -sonoro, -continuo, +stridulo.

## In italiano
Nella lingua italiana la consonante /t͡s/, come la sua correlativa sonora /d͡z/, è rappresentata dalla lettera Z.
Perciò si parla, con riferimento all'italiano, rispettivamente di Z sorda (o aspra) e di Z sonora (o dolce): così, per esempio, è corretto dire che la parola marzo /ˈmart͡so/ si pronuncia con la zeta sorda (o che la zeta di marzo è sorda), mentre la parola garza /ˈɡard͡za/  ha una zeta sonora.
Il caso della lettera Z è dunque simile a quello delle altre tre lettere E, O e S, ognuna delle quali rappresenta, in italiano, due fonemi distinti la cui distribuzione nelle diverse voci non può esser ricondotta a regole assolute (rispettivamente: l'E aperta, /ɛ/, come in pèsca /ˈpɛska/ "frutto", e l'E chiusa, /e/, come in pésca /ˈpeska/ "il pescare"; l'O aperta, /ɔ/, come in còlto /ˈkɔlto/, participio passato del verbo cogliere, e l'O chiusa, /o/, come in cólto /ˈkolto/, "istruito"; l'S sorda, /s/, come in (io) presento /preˈsɛnto/, voce del verbo presentire, e l'S sonora, /z/, come in (io) presento /preˈzɛnto/, voce del verbo presentare).
In tutt'e quattro questi casi, la differenza tra i due suoni rappresentati in italiano da un'unica lettera ha statuto fonematico: in altre parole, /ɛ/ e /e/, /ɔ/ e /o/, /s/ e /z/, /t͡s/ e /d͡z/ sono, nella lingua italiana, fonemi distinti, perché bastano a distinguere parole diverse, che per il resto hanno pronuncia identica: come appunto nel caso di pèsca e pésca, di còlto e cólto, di presento da presentire e presento da presentare; per le due zeta, sorda e sonora, si può portare l'esempio di razza /ˈrat͡ːsa/ "stirpe" e razza /ˈrad͡ːza/ "pesce".
Mentre però nel caso delle due E e delle due O (aperte e chiuse) il numero di coppie minime (o unidivergenti: del tipo di pèsca e pésca o còlto e cólto) è abbastanza alto, nel caso delle due S e delle due Z (sorde e sonore) il rendimento funzionale delle opposizioni fonematiche (/s/ contro /z/ e /t͡s/ contro /d͡z/) è più basso: cioè le coppie unidivergenti sono poche.
Tra l'opposizione fonematica /s/ ~ /z/ e l'altra /t͡s/ ~ /d͡z/ c'è d'altra parte una differenza: la prima (quella delle due S) sussiste solo in posizione intervocalica – cioè tra due vocali nel corpo della parola –, e in tutti gli altri casi l'opposizione è neutralizzata, potendo l'S essere, secondo i casi, solo sorda /s/ oppure solo sonora /z/ (vedi la voce S sorda); nel caso delle due zeta, invece, l'opposizione fonematica non si neutralizza mai: ossia in qualunque posizione e contesto fonetico è sempre possibile la presenza sia d'una Z sorda /t͡s/ sia d'una Z sonora /d͡z/.
È importante notare che in italiano la consonante /t͡s/, così come la sonora corrispondente /d͡z/ (e come le altre tre consonanti /ʎ/, /ʃ/ e /ɲ/), in posizione intervocalica è sempre intensa (rafforzata) e lunga, cioè ha quella pronuncia che corrisponde di regola alle consonanti doppie.
Sicché, anche se l'ortografia italiana distingue in posizione intervocalica, per motivi storici, una -z- scempia e una -zz- doppia, a tale differenza grafica non corrisponde nessuna differenza di pronuncia: la zeta intervocalica, che sia scritta scempia o doppia, che sia sorda o sonora, si pronuncia sempre e comunque intensa, cioè come se fosse scritta doppia.
Per esempio, vizi (plurale del sostantivo vizio /ˈvit͡ːsjo/) e vizzi ("avvizziti": plurale maschile dell'aggettivo vizzo /ˈvit͡ːso/) hanno la stessa pronuncia /ˈvit͡ːsi/; azione si pronuncia /aˈt͡ːsjoːne/, azalea /ad͡ːzaˈlɛːa/ (nella trascrizione fonetica o fonematica le affricate intense si rappresentano col raddoppiamento della sola componente occlusiva – nel caso nostro, tt͡s, dd͡z; altri preferiscono usare il simbolo dell'allungamento, cioè i due punti: t͡ːs, d͡ːz).
La regola della pronuncia sempre intensa della -Z- intervocalica vale anche in fonetica sintattica, cioè quando la Z si trovi all'inizio d'una parola che sia preceduta (senza una pausa) da un'altra parola terminante per vocale: lo zio Zaccaria /lo ˈt͡ːsiːo d͡ːzakkaˈriːa/, uno zero /uno ˈd͡ːzɛːro/, la zeta sorda e la zeta sonora /la ˈd͡ːzɛːta ˈsorda e la ˈd͡ːzɛːta soˈnɔːra/.

## Altre lingue

### Esperanto
In esperanto tale fono è reso con la grafia ⟨c⟩:
- ceceo "mosca tse-tse" [t͡seˈt͡seo]

### Rumeno
In lingua rumena tale fono è reso con la grafia ⟨ț⟩:
- frați "fratelli" [frat͡sʲ]

### Tedesco
In lingua tedesca tale fono è reso con la grafia ⟨z⟩ o ⟨c⟩ prima di ä, e, i e y:
- Zehn "dieci" [t͡seːn]
- Cello "violoncello" [t͡selːo]

### Albanese
In lingua albanese tale fono è reso con la grafia ⟨c⟩:
- cimbidh [ˈt͡simbið]

### Ceco
In lingua ceca tale fono è reso con la grafia ⟨c⟩:
- co "che cosa" [t͡so]

### Croato
In lingua croata tale fono è reso con la grafia ⟨c⟩:
- Karlovac [ˈkarlovat͡s]

### Polacco
In lingua polacca tale fono è reso con la grafia ⟨c⟩:
- cebula "cipolla" [t͡sɛˈbula]

### Slovacco
In lingua slovacca tale fono è reso con la grafia ⟨c⟩:
- Václav [ˈvaːt͡slaf]

### Sloveno
In lingua slovena tale fono è reso con la grafia ⟨c⟩:
- pica [ˈpit͡sa] (pizza)

### Ungherese
In lingua ungherese tale fono è reso con la grafia ⟨c⟩:
- cica [ˈt͡sit͡sɒ]

### Russo
In lingua russa tale fono è reso ⟨ц⟩ nell'alfabeto cirillico.

### Bielorusso
In lingua bielorussa tale fono è reso ⟨ц⟩ nell'alfabeto cirillico.

### Bulgaro
In lingua bulgara tale fono è reso ⟨ц⟩ nell'alfabeto cirillico.

### Serbo
In lingua serba tale fono è reso ⟨ц⟩ nell'alfabeto cirillico.

### Ucraino
In lingua ucraina tale fono è reso ⟨ц⟩ nell'alfabeto cirillico.

### Ebraico
In lingua ebraica tale fono è reso ⟨צ⟩ nell'alfabeto ebraico.

### Pashto
In lingua pashto:
- څلور (zalur) "quattro" [t͡saˈlor]